# Rhodometra plectaria
Rhodometra plectaria là một loài bướm đêm trong họ Geometridae.